# Vladímir Volodaríevich
Vladímir Volodárievich (en ucraniano: Володимирко Володарович, Voloýmyrko Volodárovych; en ruso: Владимир Володаревич) (* 1124 - † 1152) - primer príncipe del Principado de Galitzia (desde 1141/1144), hijo de Volodar Rostislávich.
En 1124, se convirtió en  príncipe de Zvenýhorod (en), y en 1129, luego de la muerte de su hermano Rostyslav Volodárovych, capturó Peremyshl.
Gradualmente unió Peremyshl, Zvenýhorod (en), Galitzia y las tierras de Terebovlia en el Principado de Galitzia. La capital del principado fue trasladada a Hálych en 1141 (según otras fuentes en 1144), ocupada luego de la muerte de su sobrino Iván.
Trató de expandir su autoridad al principado de Volinia, pero lo perdió ante el príncipe de Kiev Vsévolod II Ólgovich. Fue aliado de Yuri Dolgoruki en su lucha contra el Príncipe de Kiev Iziaslav Mstislávich, ayudándolo a ganar Kiev.
Aliado con el Emperador bizantino Manuel I Comneno sostuvo una larga lucha contra el Reino de Hungría. En 1152, firmó un tratado de paz con el rey húngaro Geza.
Volodímirko se casó con una hija de Colomán, rey de Hungría, y tuvo como hijo a Yaroslav Osmomisl.
| Predecesor: — | Príncipe de Hálych 1141 — 1153 | Sucesor: Yaroslav Osmomisl |